# Sojus TM-32
Sojus TM-32 ist die Missionsbezeichnung für den Flug eines russischen Sojus-Raumschiffs zur Internationalen Raumstation (ISS). Es war der zweite Besuch eines Sojus-Raumschiffs bei der ISS und der 108. Flug im Sojusprogramm.

## Besatzung

### Startbesatzung
- Talghat Mussabajew (3. Raumflug), Kommandant ( Kasachstan)
- Juri Michailowitsch Baturin (2. Raumflug),  Bordingenieur ( Russland)
- Dennis Tito (1. Raumflug),  Weltraumtourist ( Vereinigte Staaten)

### Ersatzmannschaft
- Wiktor Michailowitsch Afanassjew, Kommandant
- Konstantin Mirowitsch Kosejew, Bordingenieur

### Rückkehrbesatzung
- Wiktor Michailowitsch Afanassjew (4. Raumflug), Kommandant ( Russland)
- Claudie Haigneré (2. Raumflug), Bordingenieurin ( CNES/ Frankreich)
- Konstantin Mirowitsch Kosejew (1. Raumflug),  Bordingenieur ( Russland)

## Weitere Flugdaten
- Kopplung ISS: 30. April 2001, 07:57 UTC (an das Modul Sarja)
- Abkopplung ISS: 19. Oktober 2001, 10:48 UTC (vom Modul Sarja)
- Kopplung ISS: 19. Oktober 2001, 11:04 UTC (an das Modul Pirs)
- Abkopplung ISS: 31. Oktober 2001, 01:38 UTC (vom Modul Pirs)